# Hans Hausladen
Hans Hausladen (* 19. Januar 1901 in Wendelstein (Mittelfranken); † 10. August 1938 in der Sowjetunion) war ein deutscher Politiker der KPD und Funktionär der Roten Gewerkschafts-Internationale. 1938 wurde er Opfer des Großen Terrors in der Sowjetunion.

## Leben
Hausladen wurde am 19. Januar 1901 in Wendelstein im Landkreis Mittelfranken in Bayern als Sohn eines Arbeiters geboren. Bis 1929 arbeitete er als Bergmann in Essen und Bottrop. Politisch engagierte er sich früh: 1919 trat er der USPD bei, wechselte 1920 zur KPD und war bis 1929 auch Funktionär der KPD und des Roten Frontkämpferbundes (RFB) in Bottrop. Im April 1929 begann Hausladen ein Volontariat in der Gewerkschaftsabteilung der Bezirksleitung Ruhrgebiet in Essen. Von Juli 1929 bis Februar 1931 war er Unterbezirkssekretär und absolvierte von Januar bis März 1930 einen Lehrgang an der Reichsparteischule in Berlin-Fichtenau.
Ab Februar 1931 leitete er den Einheitsverband der Bergarbeiter im Ruhrgebiet. Politisch aktiv blieb er auch auf parlamentarischer Ebene: Im Mai 1932 wurde er im Wahlkreis Westfalen-Nord in den Preußischen Landtag gewählt. Nach der Machtergreifung der Nationalsozialisten wurde Hausladen im März 1933 verhaftet und bis April 1934 im Polizeigefängnis Essen sowie im Konzentrationslager Sonnenburg festgehalten, wo er schwer gefoltert wurde. Nach seiner Freilassung arbeitete er illegal weiter und emigrierte im August 1934 zunächst in die Niederlande, dann ins Saargebiet und schließlich nach Frankreich. Von Februar bis Juli 1935 war er in Paris für die Rote Gewerkschafts-Internationale (RGI) tätig, bevor er in die Sowjetunion ging. Dort arbeitete er im Büro der RGI in Moskau als Referent unter dem Parteinamen Henry Jakob.
Im Jahr 1937 wurde Hausladen vom NKWD verhaftet. Trotz eines Vermittlungsversuchs von Wilhelm Pieck am 20. April 1938 wurde Hausladen am 10. August 1938 vom NKWD erschossen.
Sein älterer Bruder Anton Hausladen blieb in Deutschland und war mehr als zehn Jahre im Konzentrationslager inhaftiert.